# Mikroftalmi
Mikroftalmi, förkrympta ögonglober, betyder att ögat inte har utvecklats som det ska. Detta leder till att ögat är mycket mindre än normalt. Ibland leder underutveckingen även till att delar av ögat saknas, det vill säga inte har utvecklats allt. Mikroftalmi kan drabba ett eller båda ögonen.

## Förekomst
Risken att födas med mikroftalmi eller anoftalmi (total avsaknad av öga) är ungefär 15 på 100 000, och är oftast en del av ett annat syndrom. Endast mikroftalmi (eller anoftalmi) utan andra missbildningar eller med kromosomavvikelse har en frekvens på cirka 3 per 100.000 födda.

## Symptom
Graden av mikroftalmi kan variera mycket, men ofta orsakar det en kraftig synskada eller blindhet. Ofta han man ett visst ljusseende trots att bildseendet saknas. Sjukdomen drabbar både djur och människor. Vissa menar att hundar med vit päls oftare är utsatta för sjukdomen. 

## Orsak
Sjukdomen orsakas redan i tidigt fosterstadium (5e veckan) då ögonen bildas. En störning i processen orsakar mikroftalmi. Ibland uteblir processen helt och barnet föds utan ögon, detta kallas för anoftalmi.
Det finns dokumenterade fall då sjukdomen har uppstått till följd av att modern insjuknat i röda hund under graviditeten. Även flera fall finns vid fetalt alkoholsyndrom.

## Syndrom som ibland innebär mikroftalmi
Fyra gånger av fem ingår mikroftalmi som del av ett syndrom. Framförallt i olika kromosomavvikelser, exempelvis pataus syndrom och cat eye-syndromet Trisomi 9-syndromet.